# USAトゥデイ
USAトゥデイ（USA Today）は、1982年に創刊されたアメリカ合衆国の全米向け日刊一般新聞。発行元はガネット・カンパニー。米国における発行部数は近年まで首位であり、全米50州すべてで販売されている、"National newspaper"（全国的な新聞）の一つである。しかし、昨今の新聞不況により発行部数が減少し、部数首位をウォール・ストリート・ジャーナルに譲った。日本では産経新聞社が販売代理店契約を結んでおり、衛星版（英語）を販売していたが、2009年で取り扱いは終了した模様。産経新聞社ホームページでの紹介もリンク切れとなっている。

## 概要
USAトゥデイは、色彩豊かで活字も大きく、図解、図表や写真をふんだんに盛り込んでおり、1980年代に、ウォールストリート・ジャーナル（208万部）やニューヨーク・タイムズ（103万部）などの、味気ない文字ばかりの新聞の代替物の提供を旗印にして発刊された。
散文体が特徴で、文中に従属節をほとんど用いず、1パラグラフ中には、通常は3以上の短文を用いない。その結果、創刊当時は、マクドナルドになぞらえて、「マックペーパー」（「マック新聞」）と揶揄されていたこともある。それでも、カラー紙面、図表や重くない記事などのスタイルは、他の新聞、雑誌に真似されている。
USAトゥデイは、大衆意識に関する全国調査でも知られている。
1982年の創刊よりラリー・キングがコラムニストを務めたが、若者受けし流行に明るい書き手を求める経営陣によって2001年9月に更迭された。
2012年の創刊30周年を機に、初めて大掛かりなデザイン変更をおこなった。
2019年8月6日発行元の米ガネット社がソフトバンクグループ傘下でフォートレス・インベストメント・グループ系のゲートハウス・メディアから約14億ドル（約1500億円）で買収され経営統合に合意。新社名はガネットでゲートハウスの株主は新会社の約50.5%を支配する。

## 誤報・批判
- 2004年3月、ベテラン記者で、ピューリッツァー賞の選考委員も務めるジャック・ケリー（英語版）が捏造記事を書いてきたというスキャンダルにより、打撃を受けた。ケリーの記事については、キューバ・イスラエル及びヨルダンへの調査員派遣を含む厳しい見直しが行われ、彼が記事を送ったとされる場所に行ったかどうかを調べるため、ホテルの滞在記録も検証された。ケリーは辞職したが、疑惑を否定している。USAトゥデイの編集長、クレイグ・ムーンは、第1面に公式的な謝罪文を掲載した。このスキャンダルについては、ニューヨーク・タイムズにおけるジェイソン・ブレアのケースとの類似性が指摘されている。
- 2018年、ドナルド・トランプ大統領から、社説の内容が不正確だとして批判を受けた[5]。
- 2022年8月、Amazon.comが大手ゲーム企業であるエレクトロニック・アーツ（EA）に買収提案を行う「噂」をオンライン版に掲載したが、掲載1時間後にCNBCなどがその噂を否定する報道を行った[6][7][8]。USAトゥデイは後に「匿名の情報源の扱いについて、編集基準に反する記事だった」として、該当の記事を全面的に取り下げた。なお、同紙はスウェーデンのeスポーツ関連会社による情報に基づいて記述されたと説明している[8]。